# Alton Towers
Koordinaten: 52° 59′ 13″ N, 1° 52′ 57″ W
Alton Towers ist einer der bekanntesten Freizeitparks in England, Großbritannien. Er liegt nördlich des Dorfes Alton in Staffordshire direkt neben einem alten Anwesen, welches denselben Namen trägt. Betrieben wird der Park von Merlin Entertainments Group, die auch andere Parks wie Legoland und das Heide Park Resort betreiben.
Im Jahr 1999 wurde ein virtueller Nachbau des Parks im Computerspiel RollerCoaster Tycoon verwendet.

## Geschichte der Gärten
Die Gärten wurden ca. 1814 von dem exzentrischen 15. Earl of Shrewsbury gegründet, und von dieser Zeit an wuchs Alton Towers zu einer Sammlung von Gärten: Ein Schweizer Häuschen, ein Stonehenge, ein holländischer Garten, eine Pagoden-Fontäne, welche auf der To Ho Pagode in Canton basieren soll, Lysicrates Choragic Monument aus Athen, gewölbte Glashäuser (ursprünglich vergoldet) und sogar ein ziemlich großes Matterhorn als Hintergrund für einen der ersten Steingärten Englands.

## Der moderne Themenpark

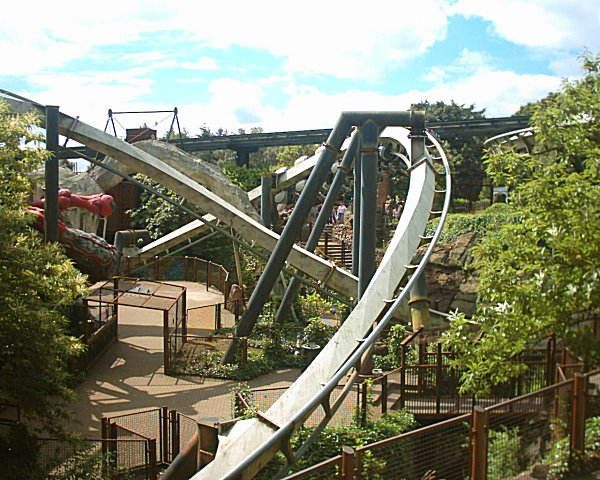
Nemesis

Der Themenpark wurde am 4. April 1980 eröffnet. 1990 wurde Alton Towers von der Tussauds-Gruppe gekauft und ist heute bekannt für seine außergewöhnlichen Fahrgeschäfte, wie dem Inverted-Coaster Nemesis, Oblivion, die erste Achterbahn der Welt mit einer fast senkrechten (87°) Abfahrt, und Air, eine Achterbahn, die im Liegen gefahren wird („Flying Coaster“). Die älteste Achterbahn war Corkscrew, eine Achterbahn mit zwei Inversionen, des Herstellers Vekoma, die zu den ältesten ihrer Art gehörte. Anfang Oktober 2008 gab der Park offiziell bekannt, dass die Achterbahn nach 28 Jahren Betriebszeit zum Ende der Saison 2008 stillgelegt und abgerissen wird. Die Bahn wurde mit einer Sonderöffnung am 9. November 2008 verabschiedet. Des Weiteren gibt es Rita, die in 2,5 Sekunden von 0 auf 98 km/h beschleunigt, aber nur eine Fahrzeit von 25 Sekunden besitzt.
Außerdem gibt es mit Hex eine Attraktion, die die Mythen um die Towers und ihre Geschichte aufgreift.
Eine Gondelbahn mit Stationen am Forbidden Valley, der Towers Street und Cloud Cuckoo Land überquert den Park.
Ein Wasserpark und zwei Hotels vervollständigen das Angebot des Parks.
Zur Wahrung des Landschaftsbildes und umliegender Bauten darf die Höhe der Parkattraktionen nicht die Baumhöhe überschreiten, weshalb überdurchschnittlich viele Achterbahnen und Attraktionen auch unterirdische Streckenabschnitte aufweisen. Höhere Bauten sind zur Camouflage in den Baumkronen in Oliv- und Grüntönen lackiert.
| Jahr | Aktion       | Attraktion                        |
| ---- | ------------ | --------------------------------- |
| 1980 | Eröffnung    | Corkscrew, The Blade              |
| 1981 | Eröffnung    | The Flume                         |
| 1983 | Eröffnung    | Black Hole, Beastie               |
| 1984 | Eröffnung    | Enterprise                        |
| 1988 | Umbenennung  | Black Hole → New Black Hole       |
| 1989 | Umbenennung  | New Black Hole → Black Hole II    |
| 1990 | Eröffnung    | Thunderlooper                     |
| 1990 | Umbenennung  | Black Hole II → Black Hole        |
| 1992 | Eröffnung    | Runaway Mine Train                |
| 1994 | Eröffnung    | Nemesis                           |
| 1995 | Eröffnung    | Energizer                         |
| 1996 | Schließung   | Thunderlooper                     |
| 1997 | Eröffnung    | Ripsaw                            |
| 1998 | Eröffnung    | Oblivion                          |
| 2001 | Umbenennung  | Energizer → Bone Shaker           |
| 2002 | Eröffnung    | Air                               |
| 2004 | Eröffnung    | Spinball Whizzer                  |
| 2004 | Schließung   | Bone Shaker                       |
| 2005 | Eröffnung    | Rita – Queen Of Speed             |
| 2005 | Schließung   | Black Hole                        |
| 2009 | Schließung   | Corkscrew                         |
| 2009 | Umgestaltung | Spinball Whizzer → Sonic Spinball |
| 2010 | Eröffnung    | Thirteen                          |
| 2010 | Umbenennung  | Rita Queen of Speed → Rita        |
| 2010 | Schließung   | Beastie                           |
| 2013 | Eröffnung    | The Smiler                        |
| 2013 | Schließung   | Submission                        |
| 2015 | Schließung   | Ripsaw, The Flume                 |
| 2016 | Schließung   | Ice Age: The 4D Experience        |
| 2018 | Eröffnung    | Wicker Man                        |
| 2019 | Eröffnung    | Alton Towers Dungeon              |
| 2019 | Eröffnung    | Peter Rabbit Hippity Hop          |
| 2024 | Schließung   | Alton Towers Dungeon              |

## Achterbahnen
| Name                              | Typ                                 | Hersteller                   | Eröffnungsjahr | Bemerkungen | Weblinks |
| --------------------------------- | ----------------------------------- | ---------------------------- | -------------- | --- | -------- |
| Galactica                         | Flying Coaster                      | Bolliger & Mabillard         | 2002           | Fuhr bis 2015 unter dem Namen Air. War der erste Flying Coaster des Herstellers. |          |
| Nemesis Reborn                    | Inverted Coaster                    | Bolliger & Mabillard         | 1994           | Ursprünglich als Nemesis eröffnet. Vom 7. November 2022 bis zum 15. März 2024 war die Bahn geschlossen, um neue Schienen zu erhalten. Nach der Renovierung wurde die Bahn als Nemesis Reborn wieder eröffnet. |          |
| Oblivion                          | Dive Coaster                        | Bolliger & Mabillard         | 1998           | War der erste Dive Coaster. In Janfusun Fancyworld wurde 2000 mit Diving Machine G5 eine spiegelbildlich baugleiche Anlage eröffnet.                                                                          |          |
| Octonauts Rollercoaster Adventure | Familienachterbahn                  | Zamperla                     | 2015           | |          |
| Rita                              | Launched Coaster                    | Intamin                      | 2005           | Fuhr bis 2009 unter dem Namen Rita – Queen of Speed. Im Heide Park Resort steht mit Desert Race eine annähernd baugleiche Anlage.                                                                             |          |
| Runaway Mine Train                | Powered Coaster, Familienachterbahn | Mack Rides                   | 1992           | |          |
| The Smiler                        | Stahlachterbahn mit Inversionen     | Gerstlauer Amusement Rides   | 2013           | Befindet sich an der Stelle, an der sich zuvor die Achterbahn Black Hole befand. Sie ist zurzeit (Stand Juni 2023) die Achterbahn mit den meisten Inversionen weltweit.                                       |          |
| Spinball Whizzer                  | Spinning Coaster                    | Maurer Rides                 | 2004           | Von 2010 bis 2015 fuhr die Bahn unter dem Namen Sonic Spinball, wobei die Thematisierung auf die Figur Sonic the Hedgehog angepasst wurde.                                                                    |          |
| Th13teen                          | Dark Ride, Launched Coaster         | Intamin                      | 2010           | |          |
| Wicker Man                        | Holzachterbahn                      | Great Coasters International | 2018           | |          |

### Im Bau
| Name      | Typ   | Hersteller | Eröffnungsjahr | Weblinks |
| --------- | ----- | ---------- | -------------- | -------- |
| Unbekannt | Stahl | Unbekannt  | 2026           |          |

### Ehemalige Achterbahnen
| Name          | Typ                               | Hersteller   | Eröffnungsjahr | Schließungsjahr | Bemerkungen | Weblinks |
| ------------- | --------------------------------- | ------------ | -------------- | --------------- | --- | -------- |
| 4 Man Bob     | Stahlachterbahn ohne Inversionen  | Zierer Rides | 1985           | 1990            | Ursprünglich 1975 hergestellt und vom Schausteller Ludewigt betrieben. Im März 1983 wurde die Bahn als Vierer-Bob im Traumlandpark eröffnet, wobei der Eigentümer der Bahn weiterhin der Schausteller Ludewigt war. Nach nur drei Monaten kam es zu einem Unfall, bei dem ein Vater und sein Kind verletzt wurden. Die Bahn wurde dann an Trentham verkauft, wo die Bahn unter dem Namen 4 Man Bob betrieben wurde. Nach dem Aufenthalt in Alton Towers wechselte die Bahn mehrfach den Standort. Zunächst befand sie sich von 1993 bis 1995 als Four Man Bob in Pleasure Island Family Theme Park, von 1998 bis 2001 als Flying Trapeze in Flamingo Land, von 2002 bis 2003 als Thunderbolt in Grove Land, von 2009 bis 2017 als Gold Rush in Loudoun Castle, wobei sie allerdings nur im Jahr 2010 betrieben wurde. Seit 2020 befindet sie sich als Gold Rush in Family Park. |          |
| Alton Mouse   | Wilde Maus                        | Vekoma       | 1988           | 1991            | Ursprünglich 1985 als Speeedy Gonzales im Wiener Prater eröffnet und fuhr dort bis 1987. Seit 1993 befindet sich die Bahn als Wild Mouse in Idlewild & SoakZone. |          |
| Beastie       | Familienachterbahn, Big Apple     | Pinfari      | 1983           | 2010            | Bis 1996 war der Name Mini Dragon und ab 1997 Dragon. Seit 2018 befindet die Bahn sich als Dragon Challenge in Barry Island Pleasure Park. |          |
| Black Hole    | Dunkelachterbahn                  | Schwarzkopf  | 1983           | 2005            | Im Jahr 1988 fuhr die Bahn unter dem Namen Black Hole II und 1989 unter dem Namen New Black Hole. Von 2011 bis 2021 befand die Bahn sich als Rocket in Furuvik. |          |
| Corkscrew     | Stahlachterbahn mit Inversionen   | Vekoma       | 1980           | 2008            | |          |
| Mini Apple    | Familienachterbahn, Big Apple     | Pinfari      | 1982           | 1997            | Befindet sich seit 1998 als Big Apple in Great Yarmouth Pleasure Beach. |          |
| New Beast     | Stahlachterbahn ohne Inversionen  | Schwarzkopf  | 1992           | 1997            | Befand sich bis 2004 als Space Mountain in Divertido und von 2010 bis 2017 als Tornado in Salitre Magico. |          |
| Thunderlooper | Launched Coaster, Shuttle Coaster | Schwarzkopf  | 1990           | 1996            | Ursprünglich 1977 als King Kobra in Kings Dominion eröffnet und befand sich dort bis 1986. Von 1987 bis 1989 befand sie sich ebenfalls unter dem Namen King Kobra in Jolly Roger Amusement Park. Seit 1999 fährt sie als Katapul in Hopi Hari ihre Runden. |          |

## Besucherzahlen
Entwicklung der Besucherzahlen

## Unfall
Im Juni 2015 kam es bei der Achterbahn The Smiler zu einem schweren Unfall, bei dem 16 Fahrgäste verletzt wurden, weil zwei Wagen der Achterbahn zusammenstießen von denen fünf Personen schwer verletzt wurden. Zwei Frauen mussten im Krankenhaus die Beine amputiert werden. Seit dem Saisonstart 2016 fährt die Bahn wieder. Alton Towers wurde zu einer Strafe von umgerechnet 5,8 Millionen Euro verurteilt.

## Belege
1. ↑  Besucherstatistik Freizeitparks Europa. In: worldofparks.eu. Abgerufen am 26. Oktober 2024.
2. ↑  About Alton Towers. Alton Towers Resort, abgerufen am 16. März 2025 (englisch): „Alton Towers opened as a theme park on 4th April 1980.“
3. ↑  Goodbye to the Corkscrew (Memento vom 4. Oktober 2008 im Internet Archive)(engl.)
4. ↑  Alton Towers Planning Restrictions. In: TowersStreet - Your premier Alton Towers guide! Abgerufen am 6. Juni 2023.
5. ↑  Achterbahn Suchergebnisse
6. ↑  Achterbahn Suchergebnisse
7. ↑  Diving Machine G5 - Janfusun Fancyworld (Koo-Kung Hsiang, Yunlin County, Taiwan)
8. ↑  Rekordhalter
9. ↑  Vierer-Bob - Movie Park Germany (Bottrop, Nordrhein-Westfalen, Deutschland)
10. ↑  Salvador Anton Clavé: The global Theme Park Industry. 2007, S. 65, Global Attractions Attendance Report 2006 (Memento vom 22. April 2007 im Internet Archive) (PDF, englisch)

Global Attractions Attendance Report 2007. (PDF) TEA, archiviert vom Original (nicht mehr online verfügbar) am 4. März 2016; abgerufen am 10. März 2016 (englisch).

Global Attractions Attendance Report 2008. (PDF) TEA, archiviert vom Original (nicht mehr online verfügbar) am 23. November 2018; abgerufen am 10. März 2016 (englisch).

Global Attractions Attendance Report 2009. (PDF) TEA, archiviert vom Original (nicht mehr online verfügbar) am 2. Oktober 2019; abgerufen am 10. März 2016 (englisch).

Global Attractions Attendance Report 2010. (PDF) TEA, archiviert vom Original (nicht mehr online verfügbar) am 19. Juli 2011; abgerufen am 10. März 2016 (englisch).

Global Attractions Attendance Report 2011. (PDF) TEA, archiviert vom Original (nicht mehr online verfügbar) am 24. Dezember 2015; abgerufen am 10. März 2016 (englisch).

Global Attractions Attendance Report 2012. (PDF) TEA, archiviert vom Original (nicht mehr online verfügbar) am 24. Dezember 2015; abgerufen am 10. März 2016 (englisch).

Global Attractions Attendance Report 2013. (PDF) TEA, archiviert vom Original (nicht mehr online verfügbar) am 5. November 2018; abgerufen am 10. März 2016 (englisch).

Global Attractions Attendance Report 2014. (PDF) TEA, archiviert vom Original (nicht mehr online verfügbar) am 16. Juni 2015; abgerufen am 16. Januar 2016 (englisch).

Global Attractions Attendance Report 2015. (PDF) TEA, archiviert vom Original (nicht mehr online verfügbar) am 18. Juni 2016; abgerufen am 23. November 2016 (englisch).
11. ↑  Alton Towers öffnet „The Smiler“ 2016 nach schwerem Unfall wieder. In: Parkerlebnis – Freizeitpark-Magazin. Abgerufen am 30. Oktober 2016.
12. ↑  Panne in britischem Freizeitpark: Achterbahn-Passagiere bleiben minutenlang senkrecht in zehn Metern Höhe hängen. In: Spiegel Online. 24. Juli 2019 (spiegel.de [abgerufen am 24. Juli 2019]).
13. ↑  Alton Towers kündigt „The Smiler“-Wiedereröffnung nach schwerem Unfall zum Saisonstart 2016 an. In: Parkerlebnis – Freizeitpark-Magazin. Abgerufen am 30. Oktober 2016.
14. ↑  Alton Towers - Allgemeines Neuigkeiten-Thema. In: Parkerlebnis – Freizeitpark-Magazin. Abgerufen am 30. Oktober 2016.